# Кындыгские термальные источники
Кындыгские термальные источники — водный источник в Абхазии, в Очамчырском районе частично признанной Республики Абхазия, согласно административному делению Грузии — в Очамчирском муниципалитете Абхазской Автономной Республики, в селе Кындыг.
Источники хлоридной кальциево-натриевой минеральной воды. При выходе из земли ее температура находится в пределах закипания (около 100 градусов), а затем через трубопроводы вода подается в резервуар, где остывает до комфортных 45 градусов.
Обслуживанием источников занимается ООО «Ласточка».

## Местонахождение
Источники находятся в селе Кындыг на левом берегу реки Табагури.
Расстояние до ближайшего города — Сухум — 30 километров. Источник расположен непосредственно рядом с трассой «Сухум — Очамчыра».

## История

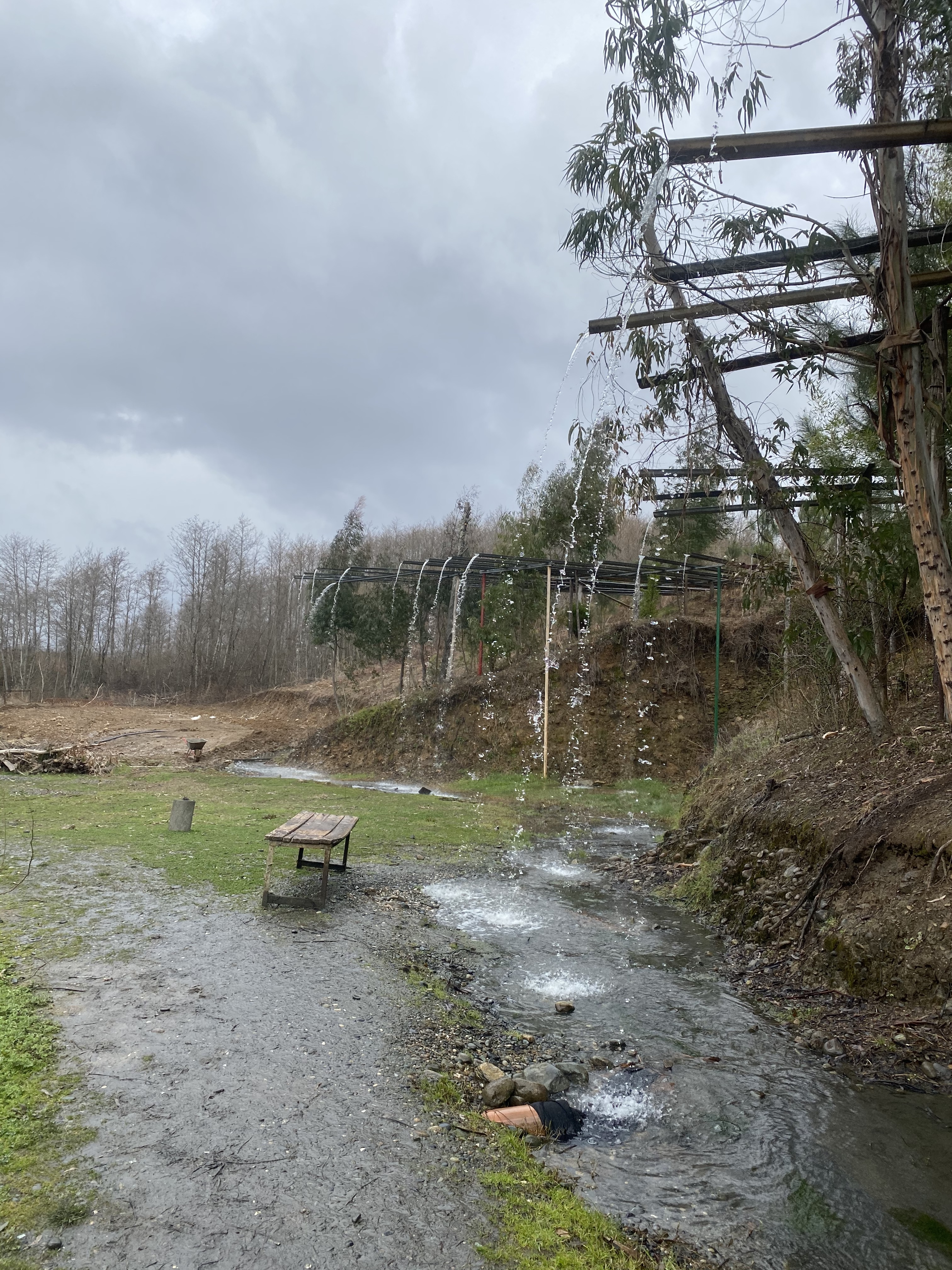

Сероводородные источники в селе Кындыг обнаружили случайно. В 1970-х годах советские специалисты вели нефтеразведку. Примерно с глубины трех километров, забил кипяток.
Долгие годы термальные воды просто выливались на поверхность, и только в 2007 году там начали обустраивать оздоровительный комплекс. Проект стал бизнесом семьи Чкуан. Они расчистили территорию, вырыли бассейны, организовали места для гидромассажа.

## Описание
Источники действуют круглогодично. Температура воды — 100 °C.
Основные физико-химические свойства минеральной воды:
прозрачная, бесцветная, с присутствием запаха сероводорода и выпадением небольшого осадка. Содержание сероводорода H2S: 23,8 мг/л, перманганатная окисленность: 6,1 мг/л,
Источник содержат различную концентрацию сероводорода от 60 до 420 мгл, общая минерализация от 3 до 30 гл.
В состав сероводородной воды входят газы сероводород, углекислый газ, азот, метан и различные микроэлементы — бром, фтор, йод.
Минерализация воды — 6,0 г/л

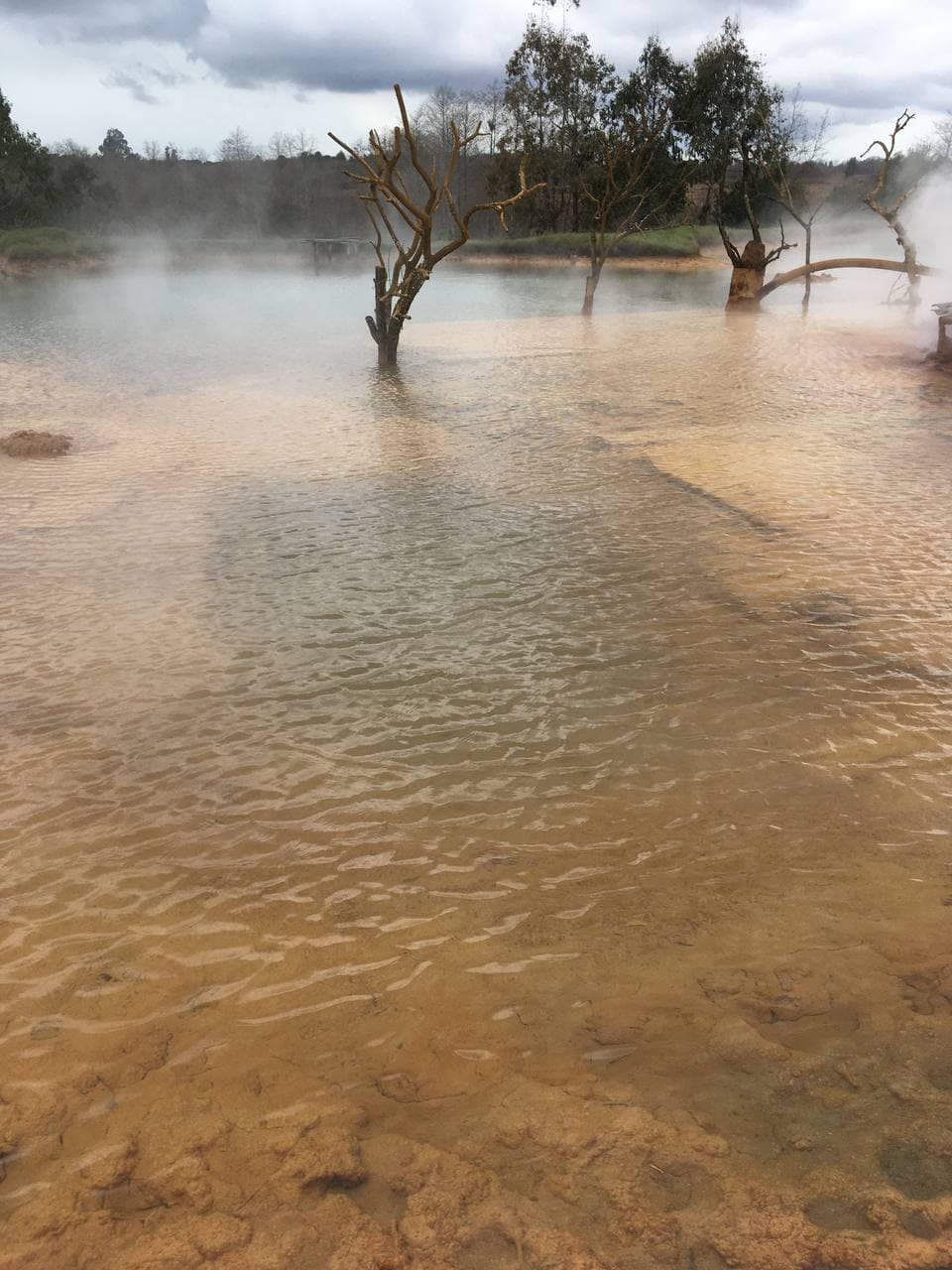

Катионы: Натрий Na+ и Калий K+ 0,2474 г/л, Кальций Ca2+: 0,3120 г/л, Магний Mg2+:0,0486 г/л.
Анионы: Хлориды Cl: 0,9372 г/л, Сульфаты SO4:0,20991 г/л, гидрокарбонат HCO3: 0,01159 г/л.
Из биогенных компонентов в воде обнаружены: йод в концентрациях 0,127 г/л, бром Br — 7,25 г/л, ортоборная кислота H3BO3: 0,8 г/л, метакремниевая кислота H2SiO3: 104,48 г/л.
Главный лечебный фактор вод источника — сероводород, который обуславливает ряд реакций организма путем его свободного проникновения через кожные покровы и дыхательные пути и воздействии на клеточные и тканевые структуры.
Лечебные грязи залежей села Кындыг:
Физико-химические свойства:
Влажность — 34,10 %
Объемный вес — 1,69
Сопротивление сдвигу — 490,5
Липкость −624,84
Удельная теплоемкость −1,98 Дж/кг*1 %
Состав:
Сероводород — 0,08 %
Органический углерод — 2,28 %
FeS = 0,208 г/100 г
PH=6,9

## Традиционное использование
Источник традиционно используется местными жителями в лечебных целях.
Лечение на термальных источниках Кындыг показано при следующих заболеваниях:
- заболевания опорно-двигательного аппарата;
- заболевания сердечно-сосудистой системы;
- заболевания мочеполовой системы у мужчин и женщин;
- заболевания органов пищеварения;
- заболевания нервной системы;
- кожные болезни;
- последствия облучения

## Инфраструктура
Источники функционируют круглый год.
Территория источников оборудована раздевалками советского образца, камерами хранения, кафе, рынком
на источнике имеются домики для приёма гостей, оборудованы места для отдыха, необорудованная платная парковка.
Лечебная инфраструктура Кындыга:
- несколько бассейнов с водой различной температуры;
- души с горячей водой;
- грязевые ванны.

Стекающая с гор минеральная вода является также дополнительным источником гидромассажа. Рядом со струями оборудованы деревянные скамейки и лежаки.

## Галерея

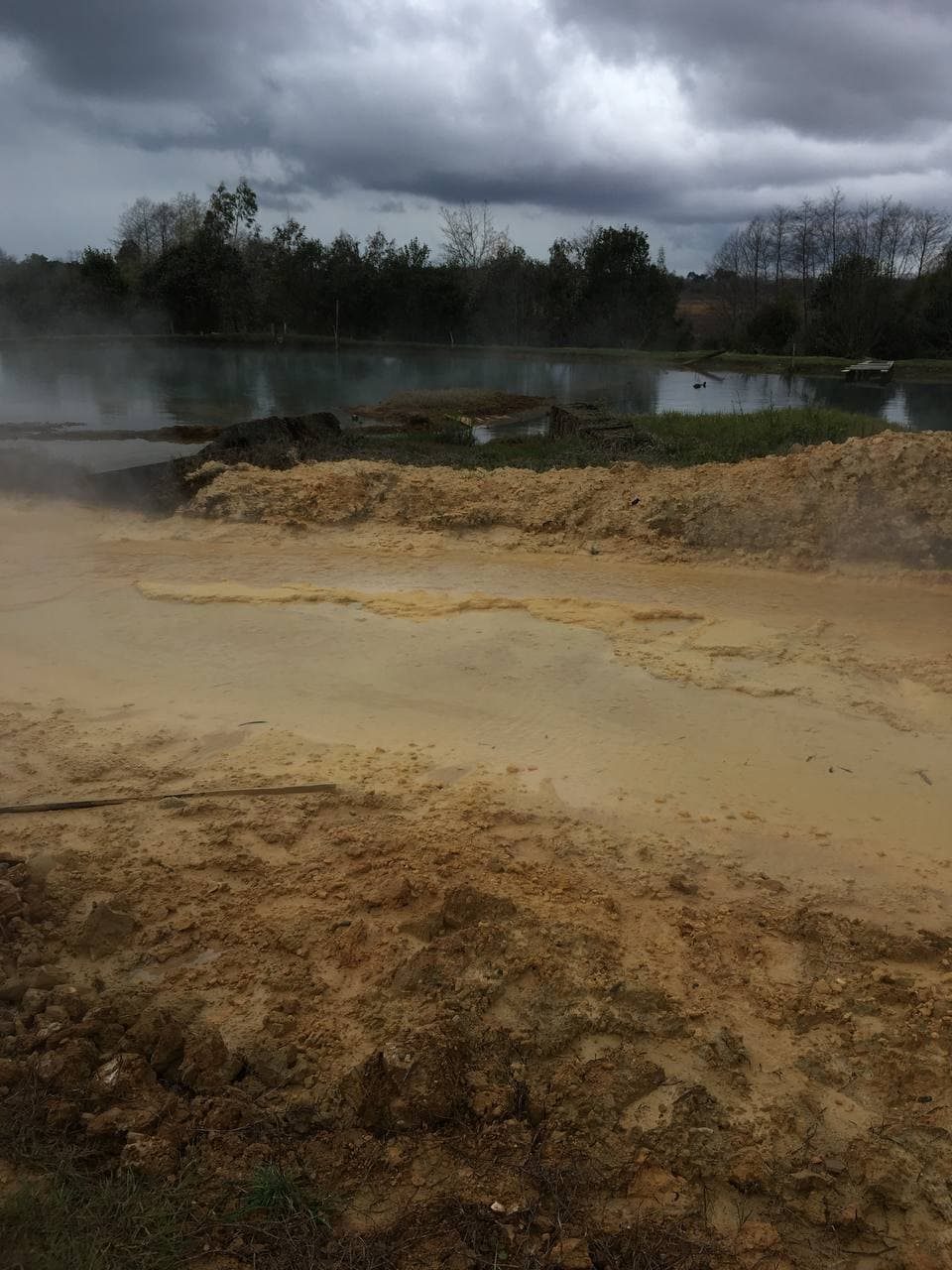
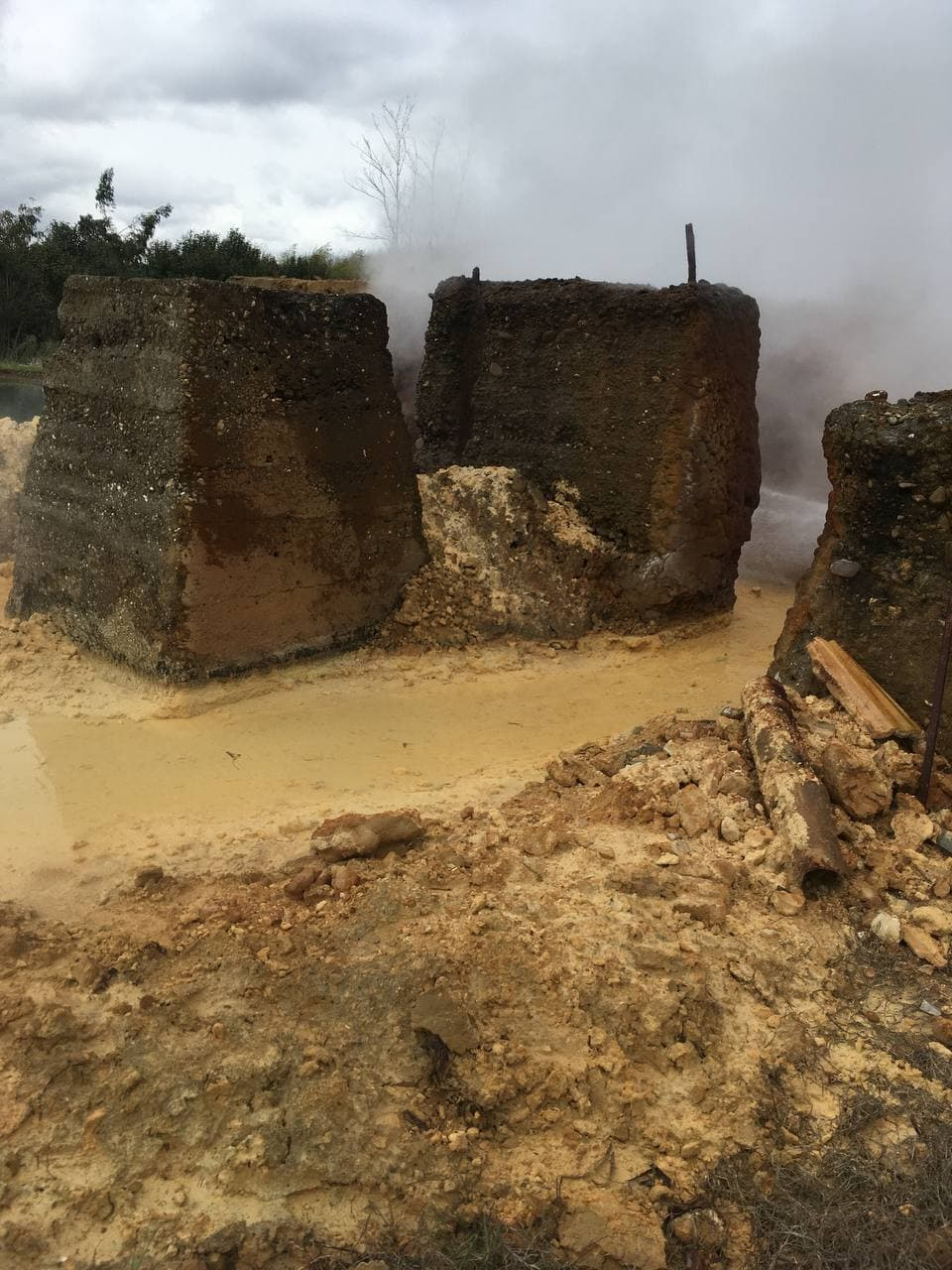
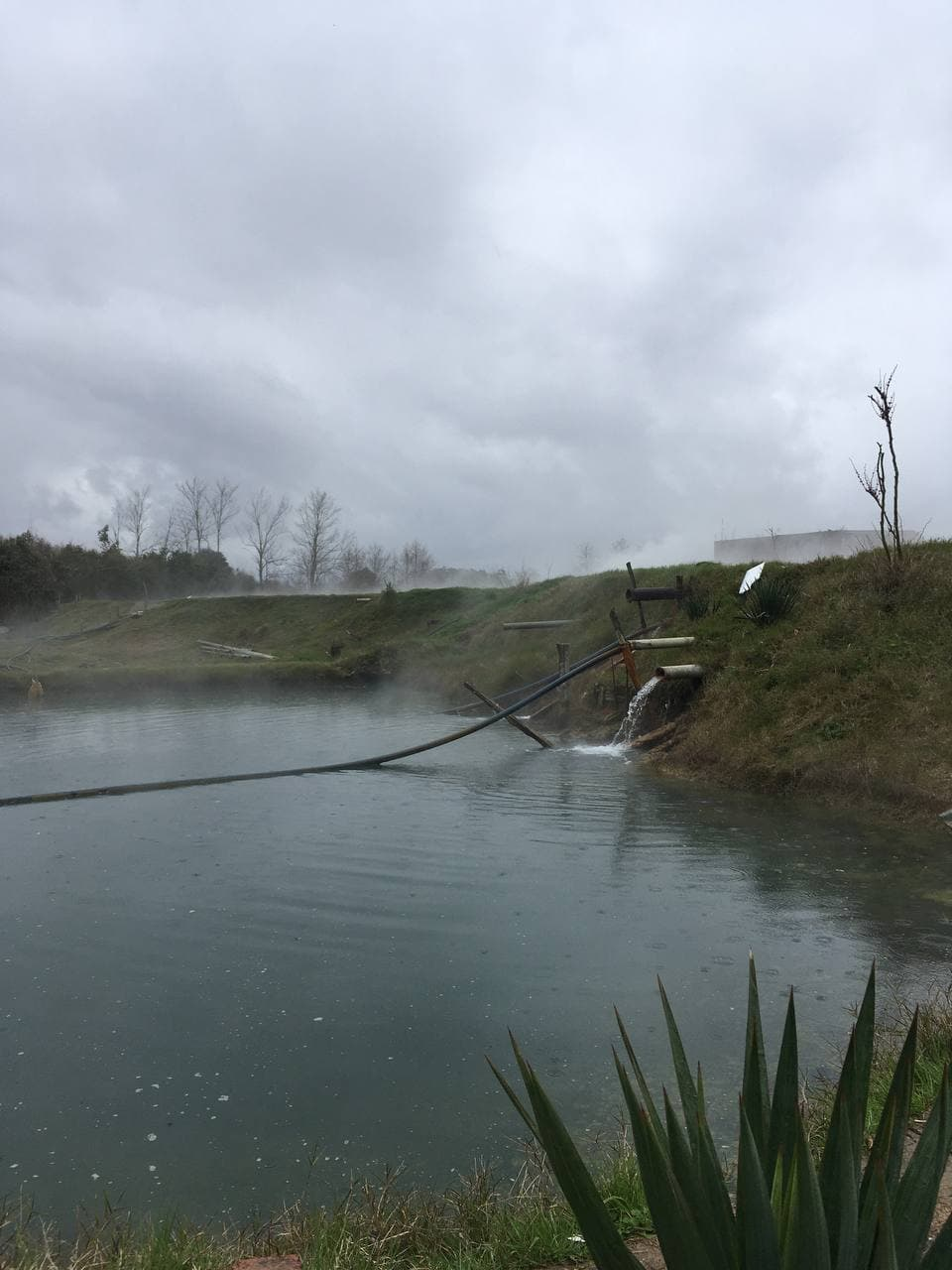
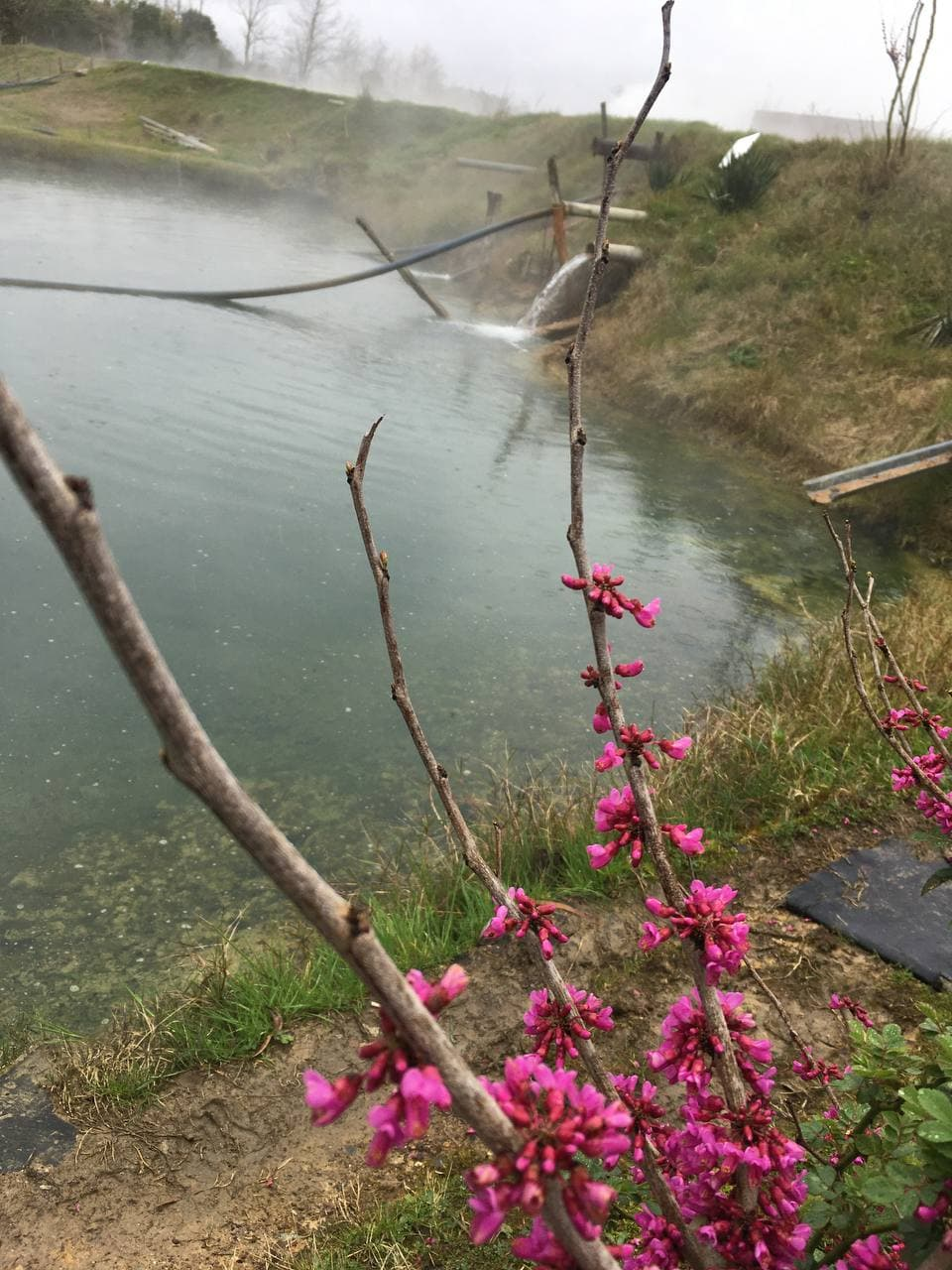
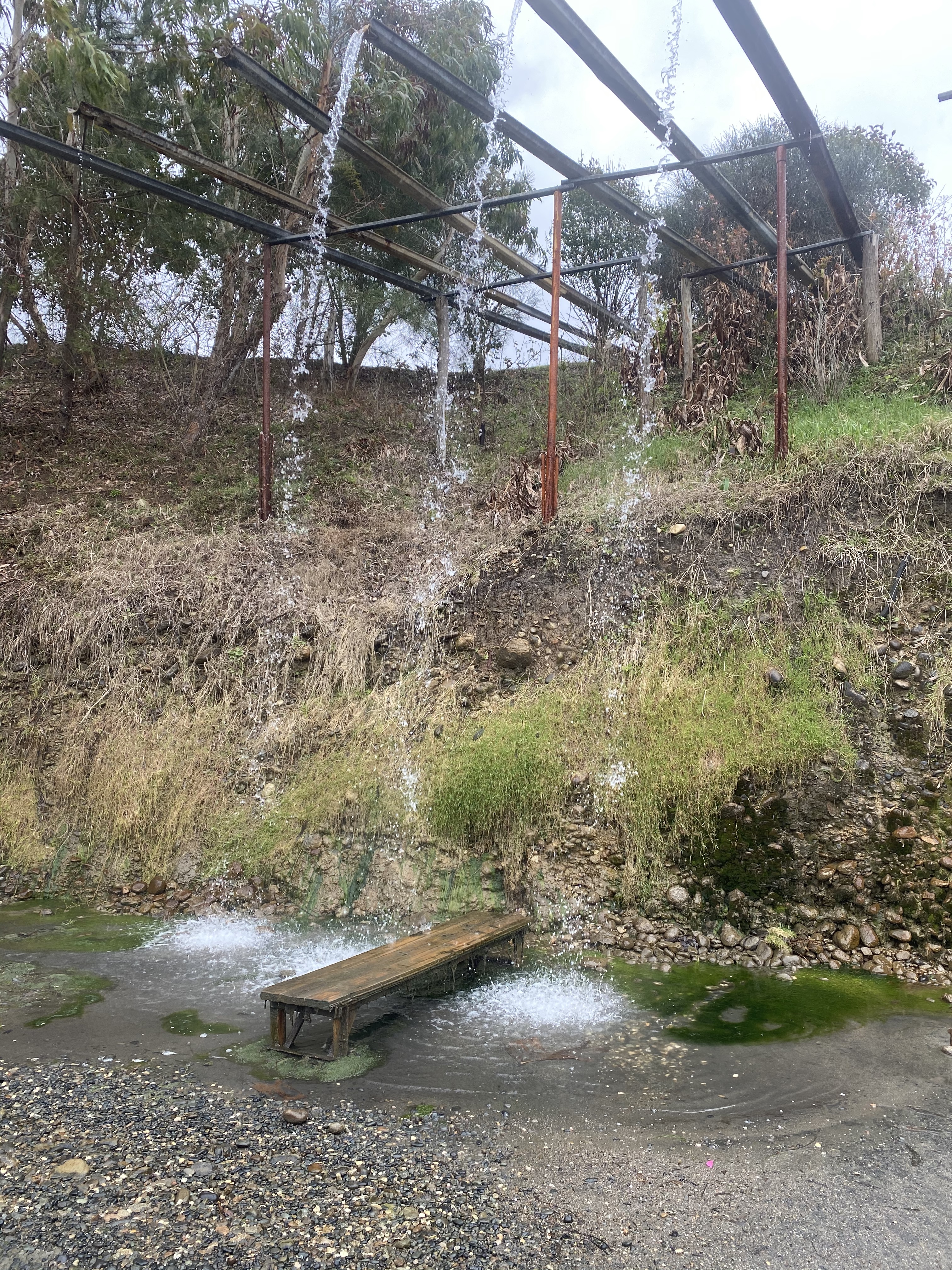
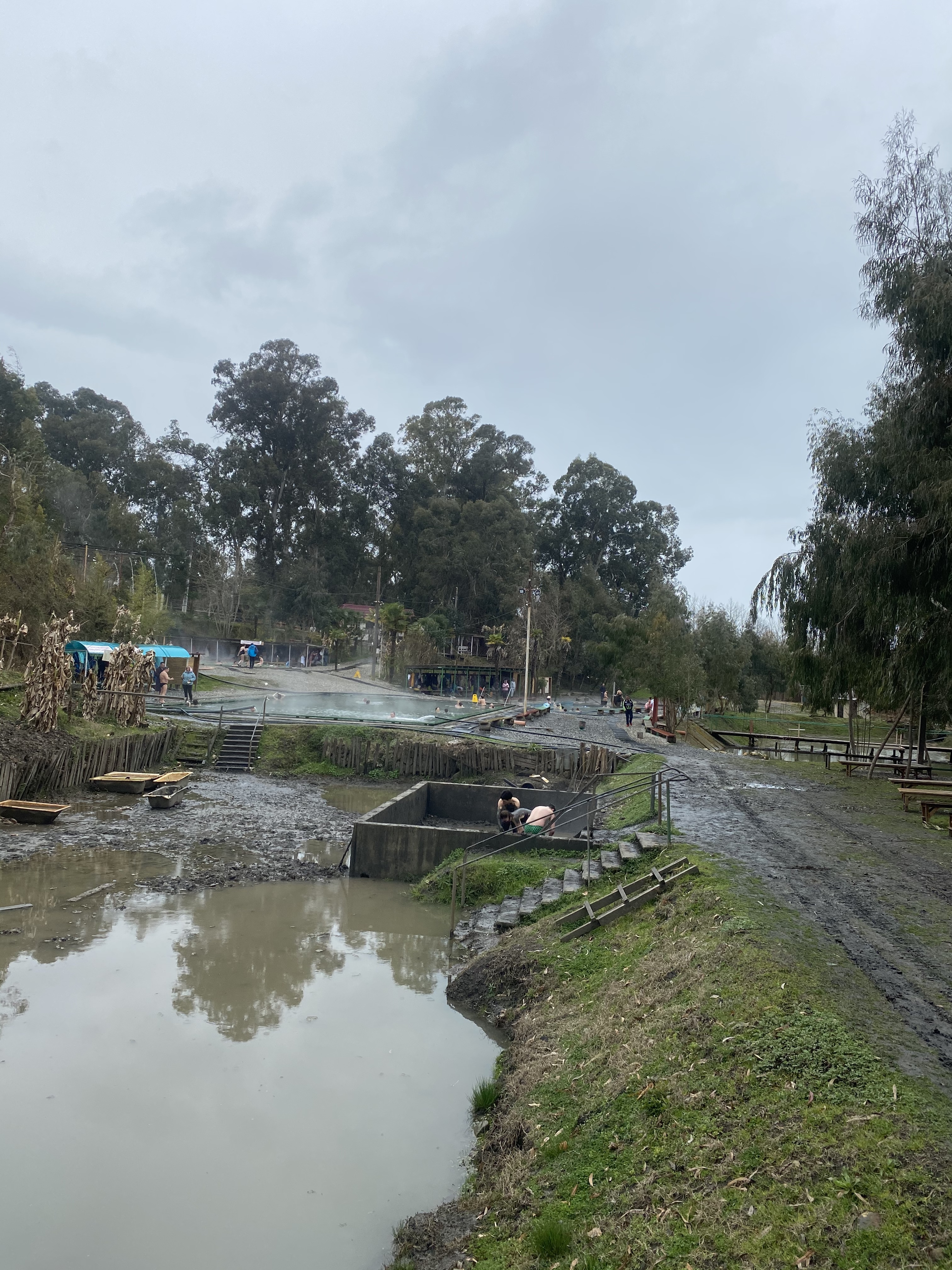